# Параман

Параман

Парама́н (также параманд, параманда, парамант, плетцы от греч. παραμάντιον или παραμάνδυον), «добавление к мантии») — принадлежность облачения монаха малой схимы в виде спинного квадратного плата с изображением креста и надписями. Носится на теле под одеждой на четырёх шнурах, пришитых по углам таким образом, что четырёхугольник оказывается на спине, а шнуры образуют на груди крест. Параман напоминает о кресте, который взял на себя монах, пожелав следовать за Христом.
Патриарший параман больше, чем обычный, и потому называется «великим». Он надевается только Патриархом Московским поверх подрясника и только перед богослужением. В традиции других поместных Православных церквей аналогов великого парамана нет.

## Описание
Параман имеет чёрный цвет. Надписи и крест имеют белый или красный цвет. В центре парамана восьмиконечный православный крест на подножии. В основании подножия изображена Адамова голова (череп с костями). Крест сопровождается надписями на церковнославянском: IС ХС (Иисус Христос), Ц(а)РЬ С(ла)ВЫ, НИКА (Победитель). Слева от креста от подножия остриём вверх изображено копьё Лонгина, справа — трость с губкой. На кресте помещён терновый венец. В четырёх углах парамана равносторонние греческие кресты. По краям парамана имеется надпись: «Азъ язвы / Господа моего Iисуса Христа / на тѣлѣ / моемъ ношу», являющаяся цитатой из Послания апостола Павла к Галатам (Гал. 6:17). Второй вариант надписи Трисвятое: С(вя)тый Боже / С(вя)тый Крепкий С(вя)тый / Бессмертный / Помилуй нас

## Ношение парамана
При вступлении в монашество над монахом совершается последование малой схимы, в которой монах даёт обеты монашества и ему даётся новое имя. Когда наступает момент пострижения, монах трижды даёт игумену ножницы в утверждение своего твёрдого решения. Когда игумен в третий раз принимает из рук постригаемого ножницы, то он, с благодарением Богу, постригает крестообразно волосы ему во имя Пресвятой Троицы, посвящая его этим всецело на служение Богу.
После этого на принявшего малую схиму надевают параман, подрясник и пояс. Затем постригаемый покрывается мантией — длинным плащом без рукавов. На голову надевается клобук, так называется камилавка с длинным покрывалом-наметкой. В руки даются четки — шнурок с нанизанными на него шариками для подсчёта молитв и поклонов. Все эти одежды имеют символическое значение и напоминают монаху о его обетах.
В заключение обряда даётся в руки новопостриженному крест и свеча, с которыми он стоит всю Литургию до самого Св. Причастия.

## Эволюция парамана
В древности параман состоял из двух ремней, надевавшихся поверх хитона или рубахи крестообразно на плечи в знамение поднятия на рамена крестного ига Христова. Поэтому часто параман являл собою вериги — цепи с металлическими пластинами. В иных случаях параман состоял из двойных шерстяных перевязей, спускавшихся с шеи и обнимавших крестообразно плечи под мышками и затем препоясывавших нижнюю одежду. Впоследствии к этим ремням и перевязям стали прикреплять небольшой льняной плат на груди с изображением страданий Христовых, опоясываясь концами ремней или перевязей его крестообразно, наподобие дьяконского ораря. Некоторые из иноков надевали параман поверх монашеской одежды, некоторые не только сверх хитона, но и рубахи. В настоящее же время поверх одежды носят удлинённый параман или аналав только схимники.

## Аналав

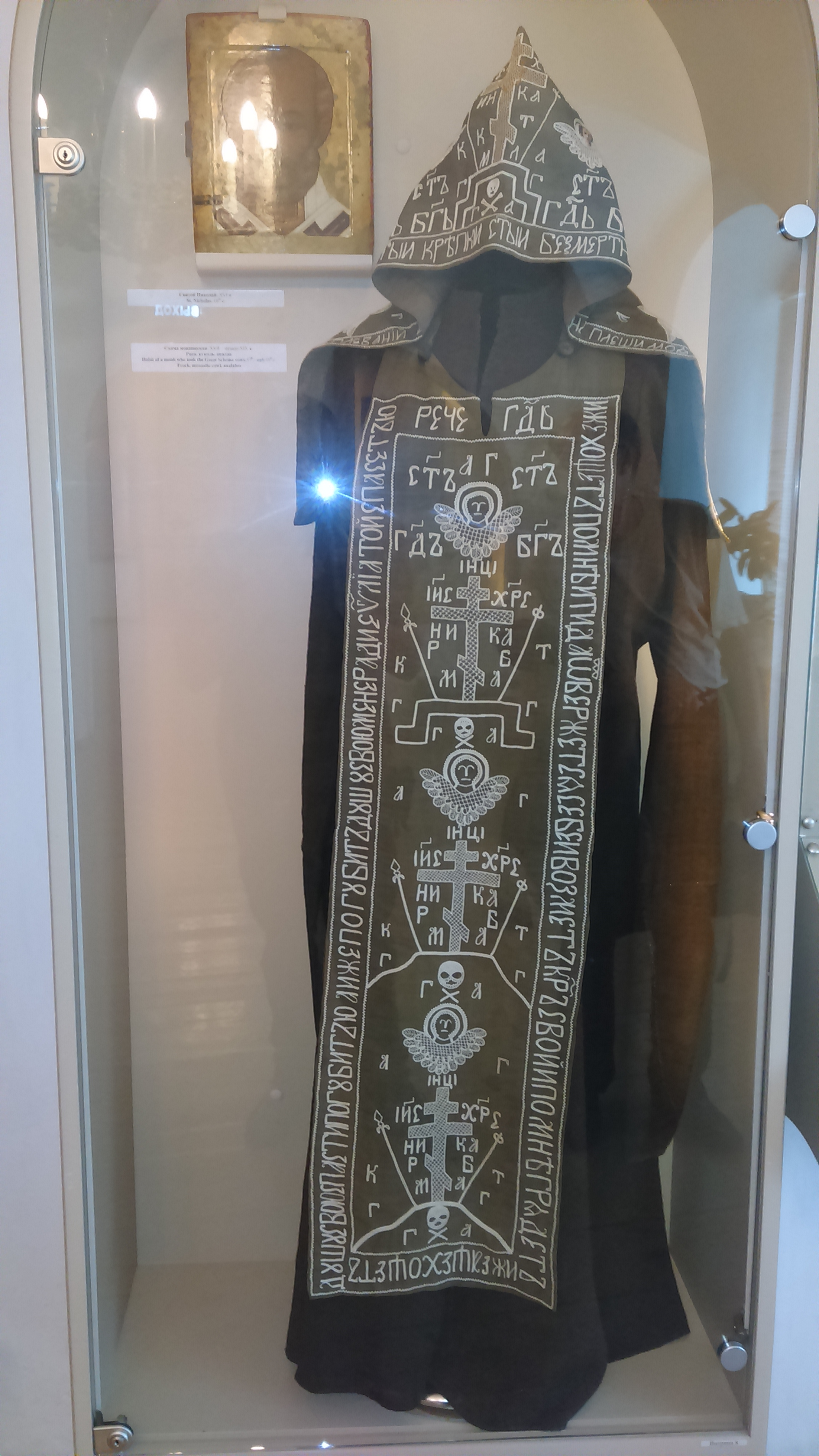
Аналав православных монахов-великосхимников

Длинный параман в форме надеваемого через голову передника с наплечниками получил название аналав. Аналав надевался вместе с куколем. Рисунок аналава аналогичен обычному параману, однако в нём добавлены изображения шестикрылых серафимов. Согласно принятым в Православной церкви редакциям богослужебных книг, при постриге в великую схиму аналав-нарамник (или схима, имеющая на себе его изображение) возлагается на постригаемого со словами: «Брат наш (имярек) приемлет аналав, во имя Отца и Сына и Святаго Духа, восприемляй крест свой на рамех и последуяй Владыце Христу. Рцем о нем, Господи помилуй». Содержащаяся в этих словах евангельская цитата (Мк. 8:34) объясняет символическое значение аналава. Аналав как элемент одеяния упоминается для описания иконографии Зосимы Палестинского. Аналав изображается как элемент одеяний Иосифа Волоцкого, Ионы Киевского и Серафима Вырицкого. Иногда облечённым в аналав изображается святой Кирилл Философ